# Lưu đồ

Một lưu đồ đơn giản thể hiện quá trình giải quyết bóng đèn không hoạt động.

Lưu đồ là một loại sơ đồ biểu diễn một thuật toán hoặc một quá trình, biểu hiện các bước công việc dưới dạng các loại hình hộp khác nhau theo thứ tự được biểu diễn bởi các mũi tên. Sơ đồ này có thể thể hiện giải pháp cho vấn đề cần giải quyết từng bước từng bước một. Các bước quá trình được hiển thị dưới dạng các hình hộp được nối với nhau bằng các mũi tên để thể hiện dòng điều khiển. Dòng dữ liệu thường không được thể hiện trong lưu đồ, không giống như trong lưu đồ dòng dữ liệu; thay vào đó, dữ liệu được ẩn vào trong chuỗi các hành động. Lưu đồ được dùng trong phân tích, thiết kế, phân loại hoặc quản lý công việc hoặc chương trình trong nhiều lĩnh vực khác nhau.

## Tổng quan
Lưu đồ được dùng trong thiết kế và dẫn chứng những công việc và chương trình phức tạp. Giống như các loại sơ đồ khác, lưu đồ giúp hình ảnh hóa vấn đề và giúp người xem hiểu việc gì đang diễn ra, và có thể sau đó tìm ra điểm yếu, nút tắc hay những vấn đề không rõ ràng khác trong vấn đề đó. Có rất nhiều loại lưu đồ khác nhau, mỗi loại có những cách biểu diễn các "hình hộp" và công ước khái niệm khác nhau. Hai loại hình hộp thường gặp nhất trong một lưu đồ gồm:
- bước xử lý, thường được gọi là "hành động" và biểu diễn bởi một hình hộp chữ nhật.
- bước quyết định, thường được biều diễn bởi một hình kim cương.

Một lưu đồ "chức năng bắt chéo" là một lưu đồ được chia ra thành nhiều đường bơi (swimlane), mô tả sự điều khiển của những tổ chức đơn vị khác nhau. Những biểu tượng xuất hiện trong đường nào thì thuộc sự điều khiển của tổ chức đơn vị đó. Kĩ thuật này cho phép tác giả xác định trách nhiệm thực hiện hành động hoặc đưa ra quyết định đúng đắn, chỉ ra trách nhiệm của từng đơn vị tổ chức với các giai đoạn thành phần khác nhau của một công việc duy nhất.
Lưu đồ miêu tả một số mặt nhất định của công việc và thường được bổ sung bởi các loại sơ đồ khác. Chẳng hạn, Kaoru Ishikawa định nghĩa lưu đồ là một trong bảy công cụ quản lý chất lượng cơ bản, cùng với biểu đồ, biểu đồ Parto, bảng kiểm kê, sơ đồ điều khiển, biểu đồ nguyên nhân-kết quả, và sơ đồ rời rạc. Tương tự, trong UML - một biểu diễn hình học khái niệm thông dụng trong phát triển phần mềm, sơ đồ hoạt động - một loại lưu đồ, cũng là một trong số các loại sơ đồ.
Lưu đồ Nassi–Shneiderman là một cách biểu diễn khác cho dòng chảy quá trình.
Các tên thường gọi khác bao gồm: lưu đồ, lưu đồ quá trình, lưu đồ chức năng, sơ đồ khối, bản đồ quá trình, biểu đồ quá trình, biểu đồ chức năng quá trình, mẫu quá trình kinh doanh, mẫu quá trình, sơ đồ dòng chảy quá trình, sơ đồ dòng chảy công việc, sơ đồ dòng chảy kinh doanh.

## Biểu tượng & thành phần lưu đồ
Lưu đồ là một phương pháp rất trực quan để mô tả các quy trình. Do đó, trong hầu hết các trường hợp, các tiêu chuẩn và quy tắc của tất cả các ký hiệu lưu đồ không quá quan trọng. Trên thực tế, một sơ đồ đơn giản được xây dựng bằng các khối hình chữ nhật và các đường thẳng liên kết là đủ.
Tuy nhiên, nếu muốn có được kỹ thuật và độ chính xác, biểu đồ cũng có thể tuân theo các quy tắc và tiêu chuẩn đặt trước. Cụ thể, Viện Tiêu chuẩn Quốc gia Hoa Kỳ (ANSI) đã thiết lập các tiêu chuẩn cho các sơ đồ và ký hiệu của chúng vào những năm 1960. Sau đó, Tổ chức Tiêu chuẩn hóa Quốc tế (ISO) đã thông qua các ký hiệu ANSI vào năm 1970. 

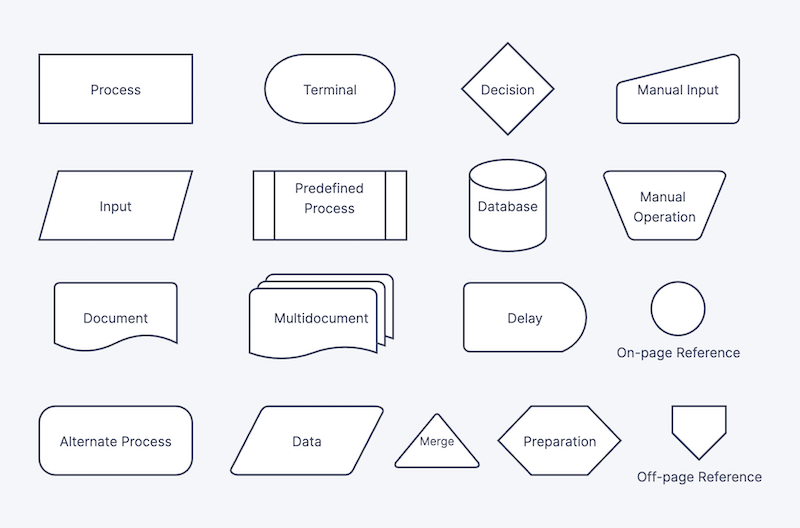
Flowchart Symbols

- Flowline: Hiển thị hướng của quá trình. Mỗi dòng chảy kết nối hai khối.
- Terminal: Cho biết phần đầu hoặc phần cuối của một sơ đồ
- Process: Trình bày một bước trong một quy trình. Đây là thành phần phổ biến nhất của lưu đồ.
- Decision: Thể hiện một bước quyết định bước tiếp theo trong một quy trình. Đây thường là câu hỏi có / không hoặc đúng / sai.
- Input / Output: Cho biết quá trình nhập hoặc xuất dữ liệu bên ngoài.
- Annotation: Cho biết thông tin bổ sung liên quan đến một bước trong quy trình.
- Predefined Process: Hiển thị quy trình đã đặt tên được xác định ở nơi khác.
- On-page Connectors (trình kết nối trên trang): Các cặp trình kết nối trên trang được sử dụng để thay thế các dòng dài trên trang lưu đồ.
- Off-page Connectors (trình kết nối ngoài trang): Trình kết nối ngoài trang được sử dụng khi mục tiêu nằm trên một trang khác.

## Lịch sử
Không rõ ai là người đầu tiên phát minh ra lưu đồ, nhưng tài liệu chuẩn hóa đầu tiên về lưu đồ được giới thiệu lần đầu bởi Frank và Lillian Gilbreth. Năm 1921, cặp vợ chồng này đã trình bày phương pháp dựa trên đồ họa trong một bài thuyết trình có tiêu đề: "Lưu đồ: Bước đầu tiên trong việc tìm ra cách tốt nhất để làm việc", cho các thành viên của Hiệp Hội Kỹ Sư Cơ Khí Hoa Kỳ (ASME).
Sau đó, vào những năm 1930, Allan H. Mogensen, một kỹ sư công nghiệp đã đào tạo một số người tham gia Hội nghị Đơn Giản Hóa Công Việc của ông ở New York. Những người tham gia từ hội nghị này như Art Spinanger và Ben Grahamthen bắt đầu sử dụng lưu đồ trong các lĩnh vực tương ứng của họ, điều này giúp tuyên truyền việc sử dụng lưu đồ mạnh mẽ hơn.
Năm 1947, ASME đã thông qua một bộ biểu tượng lưu đồ bắt nguồn từ tác phẩm gốc của Gilbreth, với tên gọi "Tiêu chuẩn ASME: Lưu đồ quy trình vận hành".
Vào năm 1949, lưu đồ bắt đầu được sử dụng để lập kế hoạch cho các chương trình máy tính và nhanh chóng trở thành một trong những công cụ phổ biến nhất trong việc thiết kế các thuật toán và chương trình máy tính. Ngày nay, lưu đồ là một công cụ quan trọng, phục vụ nhân viên trong các ngành và chức năng khác nhau.

## Các đường link liên kết
- Short video demonstrating flowcharts in action[liên kết hỏng]
- Flowcharting Techniques Lưu trữ ngày 15 tháng 5 năm 2011 tại Wayback Machine An IBM manual from 1969 (5MB PDF format)